# Мілілані-Мока (Гаваї)
Мілілані-Мока (англ. Mililani Mauka) — переписна місцевість (CDP) в США, в окрузі Гонолулу штату Гаваї. Населення — 21 075 осіб (2020).

## Географія
Мілілані-Мока розташоване за координатами 21°28′32″ пн. ш. 157°59′41″ зх. д. / 21.47556° пн. ш. 157.99472° зх. д. (21.475631, -157.994746).  За даними Бюро перепису населення США в 2010 році переписна місцевість мала площу 10,30 км², уся площа — суходіл.

## Демографія
Згідно з переписом 2010 року, у переписній місцевості мешкало 21 039 осіб у 7193 домогосподарствах у складі 5631 родини. Густота населення становила 2042 особи/км².  Було 7376 помешкань (716/км²).
Расовий склад населення:
| - 50,3 % — азіатів - 17,4 % — білих - 3,1 % — вихідців з тихоокеанських островів - 2,3 % — чорних або афроамериканців - 0,2 % — корінних американців - 1,1 % — осіб інших рас |

До двох чи більше рас належало 25,6 %. Частка іспаномовних становила 8,0 % від усіх жителів.
За віковим діапазоном населення розподілялося таким чином: 30,9 % — особи молодші 18 років, 62,6 % — особи у віці 18—64 років, 6,5 % — особи у віці 65 років та старші. Медіана віку мешканця становила 35,0 року. На 100 осіб жіночої статі у переписній місцевості припадало 99,6 чоловіків;  на 100 жінок у віці від 18 років та старших — 96,5 чоловіків також старших 18 років.
Середній дохід на одне домашнє господарство  становив 112 670 доларів США (медіана — 103 424), а середній дохід на одну сім'ю — 123 710 доларів (медіана — 112 161). Медіана доходів становила 66 618 доларів для чоловіків та 52 420 доларів для жінок. За межею бідності перебувало 1,8 % осіб, у тому числі 1,2 % дітей у віці до 18 років та 1,8 % осіб у віці 65 років та старших.
Цивільне працевлаштоване населення становило 11 086 осіб. Основні галузі зайнятості: освіта, охорона здоров'я та соціальна допомога — 23,5 %, публічна адміністрація — 15,6 %, транспорт — 10,4 %, роздрібна торгівля — 9,5 %.